# 玻璃体
玻璃体（英語：vitreous body）又称玻璃狀液（vitreous humor），是眼球內
充于晶状体和视网膜之间的无色透明胶状物质，含99%的水分，为屈光介质之一，体积约占眼球内腔的4/5。
玻璃体的表面覆盖着玻璃体膜或称玻璃体皮质（vitreous cortex）、透明膜，为包在玻璃体周围的一层由胶原纤维形成的透明膜。
玻璃体对视网膜起支撑作用，使视网膜其他层与色素上皮紧贴。支撑作用减弱时，容易导致视网膜脱落；若玻璃体混浊，会影响视力。

## 参阅
- 房水
- 晶状体